# Дяченко Максим Федорович
Максим Федорович Дяченко (1871 — ?) — український селянин, депутат Державної думи Російської імперії I скликання від Полтавської губернії.

## Життєпис
Народився 1871 року. Сповідував православ'я. Безземельний селянин села Іванівське Роменського повіту (мав садибу площею 1/8 десятини). Протягом п'яти років служив у Російській імператорській армії, мав звання унтерофіцера. Працював на гірничих роботах у Маньчжурії в 1899—1904 роках. Згодом повернувся до рідного села, де займався хліборобством.
26 березня 1906 року Максим Дяченко був обраний депутатом Державної думи Російської імперії I скликання від Полтавської губернії. Належав до Трудової групи.
10 липня 1906 року, за два дні після розпуску Державної думи імператором Миколою II, Дяченко був одним із підписантів Виборзької відозви, через що проти нього відкрили кримінальну справу. У суді Дяченко був виправданий.
Подальша доля невідома.